# Station Hyon-Ciply
Station Hyon-Ciply is een voormalig spoorwegstation langs spoorlijn 109 (Bergen - Chimay) in de Belgische stad Bergen. Het reizigersvervoer op deze lijn werd stopgezet in 1962, de goederenbediening van het station in 1994. Sinds 2005 is het overblijvende gedeelte van de lijn (Bergen tot Harmignies) in onbruik geraakt. Het stationsgebouw van Hyon-Ciply is thans een woonhuis.
0,0: Cuesmes ·
1,1: Hyon-Ciply ·
7,2: Harmignies ·
10,1: Vellereille ·
12,8: Estinnes ·
16,6: Fauroeulx ·
22,0: Merbes ·
23,7: Bienne-lez-Happart ·
29,4: Lobbes ·
31,3: Thuin-Ouest ·
34,7: Biesme-sous-Thuin ·
37,5: Thuillies ·
41,6: Strée ·
46,8: Beaumont ·
51,9: Solre-Saint-Géry ·
56,3: Sivry ·
61,9: Rance ·
64,9: Froidchapelle ·
73,8: Robechies ·
78,1: Chimay